# Canonbury állomás
A Canonbury a londoni Overground egyik állomása a 2-es zónában, az East London line, a North London Line és a West London Line érinti.

## Története
Az állomást 1870-ben adták át Newington Road & Balls Pond néven, majd rövid időn belül megkapta a mai nevét.

## Forgalom
| Járat | Útvonal | Gyakoriság       |
| ----- | --- | ---------------- |
|       | Highbury & Islington – Canonbury – Dalston Junction – Haggerston – Hoxton – Shoreditch High Street – Whitechapel – Shadwell – Wapping – Rotherhithe – Canada Water – Surrey Quays (– tovább New Cross, Crystal Palace, West Croydon és Clapham Junction felé) | 7-8 percenként   |
|       | Richmond – Kew Gardens – Gunnersbury – South Acton – Acton Central – Willesden Junction – Kensal Rise – Brondesbury Park – Brondesbury – West Hampstead – Finchley Road & Frognal – Hampstead Heath – Gospel Oak – Kentish Town West – Camden Road – Caledonian Road & Barnsbury – Highbury & Islington – Canonbury – Dalston Kingsland – Hackney Central – Homerton – Hackney Wick – Stratford                         | 8-10 percenként  |
|       | Clapham Junction – Imperial Wharf – West Brompton – Kensington (Olympia) – Shepherd’s Bush – Willesden Junction – Kensal Rise – Brondesbury Park – Brondesbury – West Hampstead – Finchley Road & Frognal – Hampstead Heath – Gospel Oak – Kentish Town West – Camden Road – Caledonian Road & Barnsbury – Highbury & Islington – Canonbury – Dalston Kingsland – Hackney Central – Homerton – Hackney Wick – Stratford | 10-15 percenként |

## Átszállási kapcsolatok
| Állomás   | Átszállási kapcsolatok   |
| --------- | ------------------------ |
| Canonbury | Helyi buszok (Canonbury) |

## Fordítás
- Ez a szócikk részben vagy egészben  a   Canonbury railway station című angol Wikipédia-szócikk fordításán alapul.  Az eredeti cikk szerkesztőit annak laptörténete sorolja fel. Ez a jelzés csupán a megfogalmazás eredetét és a szerzői jogokat jelzi, nem szolgál a cikkben szereplő információk forrásmegjelöléseként.